# Jade Cargo International
Jade Cargo International — бывшая китайская грузовая авиакомпания со штаб-квартирой в международном аэропорту Шэньчжэнь Баоань в районе Баоань, Шэньчжэнь, Гуандун, Китай. Оказывала регулярные услуги по перевозке грузов в Азии, Европе, Юго-Восточной Азии и на Ближнем Востоке, а также по ряду других направлений по всему миру. Основная база — международный аэропорт Шэньчжэнь Баоань.

## История
Jade Cargo International была основана в октябре 2004 года.
Собственники:
- Авиакомпания Shenzhen Airlines — доля 51 %
- Авиакомпания Lufthansa Cargo — 25 %
- Инвестиционная компания Deutsche Investitions- und Entwicklungsgesellschaft (дочернее предприятие банка KfW) — 24 %

## Направления
На декабрь 2011 года Jade Cargo обслуживала следующие направления:
Регулярные рейсы:
- Вена.
- Ченду, Гонконг, Шанхай (хаб), Шэньчжэнь (штаб-квартира/хаб), Тяньджин, Янтай.
- Франкфурт (хаб).
- Калькутта, Мадрас, Бомбей.
- Брешия, Милан.
- Люксембург.
- Амстардам (хаб)
- Сеул.
- Барселона.
- Женева.
- Стамбул.
- Дубай.
- Ханой.

Сезонные и чартерные направления:
- Куритиба, Сан-Паоло.
- Богота.
- Пекин, Чунцин.
- Ларнака.
- Кито.
- Таллинн.
- Хальсинки.
- Тбилиси.
- Кёльн, Ганновер, Лейпциг, Мюнхен.
- Дели, Бангалор.
- Осака.
- Караганда.
- Каунас.
- Кюрасао.
- Лагос.
- Мускат.
- Карачи, Лахор.
- Сингапур.
- Йоханнесбург.
- Мальмё, Стокгольм.
- Бангкок.
- Шарджа.